# 小米手环8
小米手环8是2023年5月24日小米公司推出的一個智能手環。

## 历史
2023年4月18日在中国发售，2023年10月26日在全球发售。它配備了1.62吋AMOLED，同時配置AOD（Always On Display）息屏显示功能。小米手環8分別提供標準版和NFC版本。